# Hémétère de Calahorra
Saint Hémétère de Calahorra, également parfois appelé Madir († un 3 mars entre 298 et 304) est un soldat romain, décapité pour avoir professé le christianisme. Il est donc martyr de l'Église catholique et, avec saint Chélidoine, patron de la ville de Santander et de son diocèse (Cantabrie), ainsi que de la ville de Calahorra (en latin Calagurris) dans le Nord de l'Espagne (La Rioja), où il est mort. Son nom est à l'origine de celui de la ville de Santander  (Sant'Emter).

## Récit
Hémétère et Chélidoine, probablement frères, de la Légion Gemina Pia Felix située près de l'ancienne Lancia (es), proche de León, servaient dans la ville de Calahorra à la fin du IIIe siècle. Peut-être durant le règne de Galère ou sous la persécution de Dioclétien qu'ils furent emprisonnés et confrontés à l'alternative de renoncer à leur foi ou d'abandonner la profession militaire, pourtant honorés du torque, décoration romaine d'origine gauloise pour leurs mérites en matière de bravoure guerrière et de discipline martial.
Le Martyrologe romain de 2001 donne à leur sujet cette notice : « À Calahorra en Hispanie tarragonaise, mémoire des saints Hémétère et Chélidoine ; alors que tous deux accomplissaient leur service militaire dans un camp près de León en Galice, lorsqu’éclata la persécution, pour avoir confessé le nom du Christ, ils furent emmenés jusqu’à Calahorra et là ont été couronnés par le martyre ».

## Postérité
Le poète latin Prudence, qui était originaire de Calahorra, leur a consacré une hymne dans son Peristephanon. Face au persécuteur puis aux démons lors d’exorcismes, les martyrs agissent en miles christi (en) ou « soldats du Christ », suivant le modèle paulinien, repris par exemple par les saints Cyprien et Ambroise. Prudence  fait  du  martyr un miles Dei.
Vers le VIIIe siècle, la légende selon laquelle les deux saints étaient d'origine léonaise et qu'ils avaient été compagnons de Marcel le Centurion se répandit. Leur légende fut encore amplifiée au XIIIe siècle par le chroniqueur Luc de Tuy, qui affirmait que les deux saints étaient frères dans la foi. Cela peut être une confusion d'interprétation du poème de Prudence entre frères de sang (fils de Marcel) et frères chrétiens. 
Il est dit qu'un prodige se serait produit durant leur martyre, que l'anneau de l'un et le mouchoir de l'autre se seraient élevés au ciel devant toute la foule. Leur tombeau fut visité par beaucoup de gens avec accomplissements de prières.
Selon la tradition, les deux martyrs furent enterrés à Calahorra, mais à la suite de l'invasion sarrasine, leurs reliques furent dispersées et une partie d'entre elles, notamment leurs têtes, atteignirent Santander, où elles furent placées dans une construction située sur les ruines d'anciens thermes romains qui deviendra le monastère médiéval de San Emeterio et San Celedonio. Ce monastère deviendra la cathédrale de Santander. 